# Poche de Demiansk
Seconde Guerre mondiale
Batailles
Front de l’Est

Prémices :
- Campagne de Pologne
- Guerre d’Hiver

Guerre germano-soviétique :
- 1941 : L'invasion de l'URSS

- Opération Barbarossa

Front nord : 
- Guerre de Continuation
- Opération Silberfuchs
- Siège de Léningrad

Front central : 
- 2e bataille de Brest-Litovsk
- Bataille de Białystok–Minsk
- 1re bataille de Smolensk
- Bataille de Kiev

Front sud : 
- Siège d'Odessa
- Campagne de Crimée

- 1941-1942 : La contre-offensive soviétique

Front nord : 
- Poche de Demiansk
- Poche de Kholm

Front central : 
- Bataille de Moscou

Front sud : 
- Seconde bataille de Kharkov

- 1942-1943 : De Fall Blau à 3e Kharkov

Front nord : 
- Offensive de Siniavino
- Opération Iskra
- Bataille de Krasny Bor
- Opération Poliarnaïa Zvezda

Front central : 
- Opération Mars

Front sud : 
- Bataille du Caucase (opération Fall Blau)
- Bataille de Stalingrad
- Opération Uranus
- Opération Saturne
- Offensive d'Ostrogojsk-Rossoch
- Offensive de Voronej-Kastornoe
- Opération Gallop
- Opération Étoile
- Troisième bataille de Kharkov

- 1943-1944 : Libération de l'Ukraine et de la Biélorussie

Front central : 
- 2e bataille de Smolensk
- Opération Bagration

Front sud : 
- Bataille de Koursk
- Bataille du Dniepr
- Offensive Dniepr-Carpates
- Offensive de Crimée
- Offensive de Lvov-Sandomir

- 1944-1945 : Campagnes d'Europe centrale et d'Allemagne

Allemagne : 
- Offensive Vistule-Oder
- Offensive de Poméranie orientale
- Siège de Breslau
- Offensive de Prusse-Orientale
- Bataille de Königsberg
- Bataille de Seelow
- Bataille de Bautzen
- Bataille de Berlin
- Capitulation allemande

Front nord et Finlande : 
- Guerre de Laponie
- Offensive Leningrad-Novgorod
- Bataille de Narva

Europe orientale : 
- Opération Margarethe
- Insurrection de Varsovie
- Soulèvement national slovaque
- Opération Panzerfaust
- Bataille de Budapest
- Opération Frühlingserwachen
- Offensive de Vienne
- Insurrection de Prague
- Offensive de Prague
- Bataille de Slivice

Front d’Europe de l’Ouest

Campagnes d'Afrique, du Moyen-Orient et de Méditerranée

Bataille de l’Atlantique

Guerre du Pacifique

Guerre sino-japonaise

Théâtre américain
La poche de Demiansk est un combat d’encerclement des forces allemandes par l'Armée rouge qui s’est déroulé, autour de la ville de Demiansk située au sud de Léningrad, du 8 février au 1er mai 1942, pendant la Seconde Guerre mondiale.

## Préambule
À 100 km au nord-est de Kholm, entre le lac Ilmen au nord et le lac Seliger au sud, se trouve la ville de Demiansk. Dans le cadre de l'offensive d'hiver 1941-1942, et afin de desserrer l'emprise allemande sur Léningrad, le 8 janvier 1942, les Soviétiques partent à l’attaque des 2e et 10e Armee Korps de la 16e Armée allemande. À la jonction du Heeres Gruppe Nord et du Heeres Gruppe Mitte, le général Andrei Eremenko lance sa 1re Armée de choc et ouvre une profonde brèche en crevant le front allemand. La 3e Armée de choc entre dans la bataille, pénétrant profondément dans le dispositif de défense allemand, marche sur les villes de Demiansk et Kholm (à 100 km au sud-ouest de Demiansk) qui se trouvent l'une et l'autre encerclées, malgré la défense opiniâtre des Allemands dans une région boisée et marécageuse.

## L'encerclement et le siège
Le 7 janvier 1942, par −30 °C, profitant des mois les plus froids de l'hiver, les troupes des 1re et 3e armées de choc et des 11e et 34e armées soviétiques, franchissent les glaces du lac Ilmen, le delta des marécages de la Lovat ainsi que les vallées basses de la Pola, de la Redia, du Polist et de leurs affluents. Les Russes attaquent ainsi les communications avec l'arrière du 2e Armeekorps et l'encerclement soviétique se referme le 8 février 1942 sur les troupes allemandes.
C'était le premier grand combat où les troupes allemandes se trouvaient encerclées.
C'était la première fois, dans l'histoire militaire, qu'un corps d'armée de 6 divisions, soit environ 100 000 hommes fut ravitaillé par air.
La poche ainsi constituée mesure 3 000 km2, ce qui représente un diamètre de 60 km contenant 96 000 combattants allemands, environ 10 000 paramilitaires et 20 000 chevaux qui se retrouvent piégés. Les villes de Kalitkina, Fedorovka, Vatolino et Demiansk font partie de la poche. La profondeur moyenne varie de 50 à 70 km. Le territoire de cette poche est tenu par six divisions sous le commandement du général-comte Walter von Brockdorff-Ahlefeldt :
10e Armeekorps;
- 30. Infanterie Division au nord (Generalleutnant Kurt von Tippelskirch)
- 290. Infanterie Division au nord (Generalleutnant-baron Theodor von Wrede)
- SS Division Totenkopf au nord-est (Obergruppenführer Theodor Eicke)
- 1 SS Kampfgruppe Eicke à l'ouest

2e Armeekorps;
- 12. Infanterie Division à l'est de Demiansk (Oberst Karl Hernekamp)
- 32. Infanterie Division au sud (Generalmajor Wilhelm Bohnstedt)
- 123. Infanterie Division au sud-ouest (Generalmajor Erwin Rauch)

ainsi que des troupes paramilitaires
- unités de la Polizeiregiment Nord
- unités de la Reichsarbeitsdienst
- unités de l'organisation Todt

Le général von Brockdorff-Ahlefeldt est certain qu'il sera délivré au printemps et il a su s'établir sur des positions dominantes de la région. Les Soviétiques sont en contrebas, dans des zones marécageuses quand elles ne sont pas gelées et difficiles à ravitailler, car les routes principales et la voie ferrée passent par Demiansk, tenu par les Allemands. Néanmoins pour tenir, les troupes allemandes ont besoin de ravitaillement, car cela ne suffit pas. Un pont aérien est alors mis en place par la Luftwaffe pour ravitailler les 96 000 soldats de la poche, laquelle comprend deux aérodromes assez importants à Demiansk et à Peski. C'est le premier pont aérien de l'histoire à une telle échelle. La Luftwaffe emploie les grands moyens en utilisant des Junkers Ju 52, JU 90, JU 86 et des Heinkel He-111. Les quinze groupes de transport et de bombardement qui participent au pont aérien effectuent 33 086 sorties, apportant 65 000 tonnes de ravitaillement (les besoins en ravitaillement étaient de 270 tonnes par jour, ce qui représentait un mouvement aller-retour de 10 à 15 avions par jour), évacuant 35 400 blessés et amenant 31 000 soldats de remplacement. Cependant, la Luftwaffe perd 265 avions (dont 106 Ju 52, 17 Heinkel He-111 et 2 Ju 86), malgré la faiblesse de l'aviation soviétique. En mars 1942, la bataille fait rage dans la poche avec une rare intensité, car les Soviétiques sont intervenus avec 6 000 parachutistes du 1er corps parachutiste, dont certains ont sauté au cœur même de la poche de Demiansk vers Lytschkovo, tandis que d'autres s'infiltraient dans les lignes allemandes vers Vereteïka, sur le marais de Niévy gelé et entre Poustynia et Nory. Le 21 mars, le 54e bataillon de skieurs attaque Dobrossli et les 1re et 204e brigades de parachutistes l'aérodrome et les alentours de Demiansk. Ils ne seront éliminés que le 7 avril.

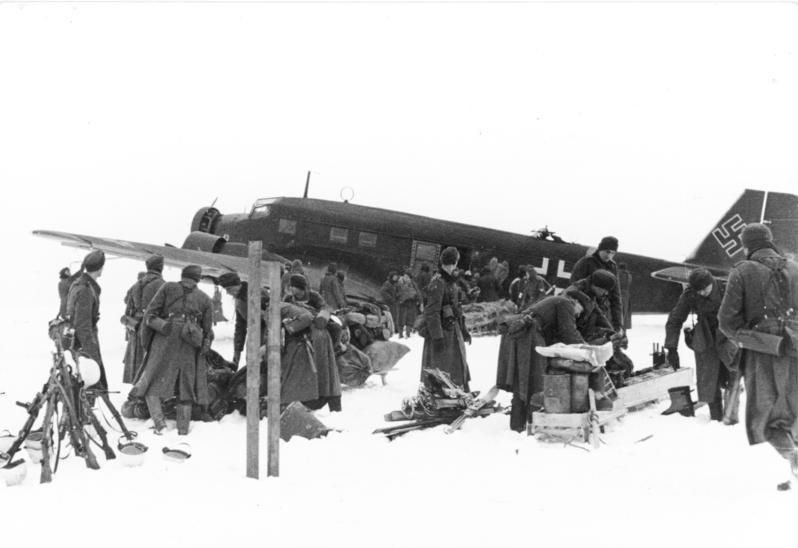
Déchargement d'un Junkers Ju 52 dans la poche de Demiansk (22 décembre 1941).

Entre-temps, les Allemands ont monté depuis l'extérieur de la poche l'opération Brückenschlag, qui doit avoir lieu avant la fonte des neiges.

## Opération Brückenschlag
Cette opération a pour but de délivrer les six divisions encerclées dans la poche de Demiansk. L’opération part des environs de Staraïa Roussa à l'ouest du lac Ilmen pour venir sur le nord-ouest de la poche en traversant les rivières Polist, Redia et Lovat en direction de Ramouïevo et Kalitkina.
Elle est déclenchée le 21 mars 1942, avec un effort principal délivré par le groupe Seydlitz (Generalleutnant Walther von Seydlitz-Kurzbach) composé des
- 5e Leichte Division (Generalmajor Karl Allmendinger)
- 8e Leichte Infanterie-Division (Generalmajor Gustav Höhne)
- 122e division d'infanterie (Generalmajor Sigfrid Macholz)
- 329e division d'infanterie (Oberst Bruno Hippler)
- I/ Panzer Regiment 203
- Gebirgsjäger-Regiment 206 (chasseur de montagne) (Oberst Edmund Hoffmeister)
- 21e Luftwaffen-Felddivision de Meindl
- 18e division d'infanterie motorisée

Soutenues par les
- 81e division d'infanterie
- 127e division d'infanterie
- Régiment de sécurité (Sicherungsregiment) Mayer
- Plusieurs Kampfgruppen de la 3e Panzerdivision SS Totenkopf
- Des éléments de la Polizeiregiment Nord
- Stug Abteilung 659
- Stug Abteilung 666
- 130 bombardiers de la Luftflotte 1
- 80 chasseurs de la Luftflotte 1

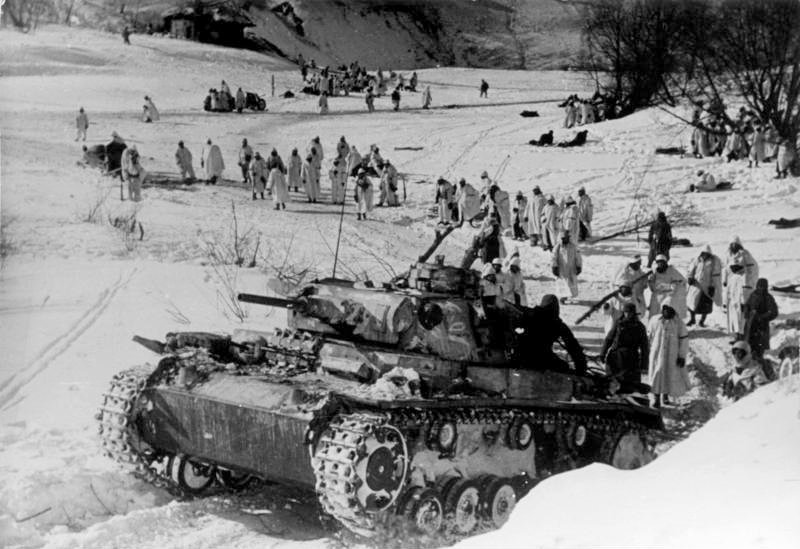
Ouverture de la poche de Demiansk par des blindés et des fantassins allemands (21 mars 1942).

Le 20 mars 1942, le groupe Seydlitz lance une reconnaissance au sud de Staraïa Roussa.
Le 21, la 5e Leichte Division, en provenance de France, remporte un très beau succès dès son entrée en action, mais les unités voisines ne suivent pas ou mal. En effet, les Russes ont organisé leur défense sur 5 positions échelonnées en profondeur. Un Kampfgruppe du SS Regiment 5, encerclé depuis 8 semaines au milieu des lignes russes, est quand même délivré. Mais le mauvais temps, et surtout la résistance acharnée des Russes, bloquent l’opération allemande, qui s’enlise pendant près de 2 semaines.
Le 5 avril 1942, l’opération est renouvelée et doit coïncider avec la sortie des troupes encerclées, qui débute le 14 avril.
Les jours suivants, la division SS Totenkopf parvient à se frayer un passage jusqu’à la rivière Lovat, qui est en crue à cause de la fonte des neiges.
Le 19 avril, les Waffen SS aperçoivent des troupes allemandes de l’autre côté de la rivière. Ce sont les hommes du Kampfgruppe Seydlitz qui arrivent de l’ouest. Grâce aux troupes du génie, un contact est établi avec la 5e Leichte Division.
La poche de Demiansk n’est définitivement sauvée qu’au 1er mai lorsqu’un corridor solide est établi. Elle n’est pas évacuée et restera telle quelle jusqu'à l’hiver suivant, formant un incroyable saillant, relié au front allemand par le mince couloir de Ramouchevo, large de 4 km seulement et long de 12.

## Le saillant
Ce saillant restera occupé par les unités initiales et les unités du groupe Seydlitz (qui fut dissous le 2 mai 1942 et rattaché au 10e Armeekorps).
- En février 1943, le Gebirgsjäger-Regiment 206 part en Finlande rejoindre la 7e Gebirgs-Division (division de montagne).
- En octobre 1942, la SS Division Totenkopf est reconstituée en France avant de repartir sur le front russe.

Ces troupes sont renforcées au fur et à mesure par :
- SS Freikorps Danmark — Corps franc danois (Sturmbannführer Christian Frederik von Schalburg), de mai à juillet 1942
- 81. Infanterie-Division (Generalmajor Erich Schopper), de juillet 1942 à janvier 1943
- 126. Infanterie-Division (Generalleutnant Paul Laux), de juillet 1942 à l'évacuation
- 58. Infanterie-Division (Generalleutnant Karl von Graffen) de décembre 1942 à l'évacuation
- 225. Infanterie-Division (Generalleutnant Ernst Risse) de décembre 1942 à l'évacuation
- 254. Infanterie-Division (General de Infanterie Friedrich Köchling) de février 1943 à l'évacuation

## Pertes et chiffres[4]

### Allemandes
Chiffres
- 2 aérodromes (Demiansk et Peski).
- 15 groupes de transport et de bombardement de la Luftwaffe
- Sorties aériennes : 33 086
- Besoin en ravitaillement 65 000 tonnes soit 270 tonnes par jour
- Nombre de blessés évacués : 35 400
- Effectifs des troupes de remplacement : 31 000

Pertes
- Morts ou disparus : 3 335
- Blessés : environ 37 000 dont 35 400 évacués
- Avions : 265
- Pilotes tués ou disparus : 387

### Soviétiques
Il n'y a guère de données concernant les pertes soviétiques :
- Avions : 408

Sur 19 000 habitants, 6 000 vivaient encore dans Demiansk durant cette période.

## Conclusion
Si, à Kholm, on trouve 5 000 défenseurs, dans la poche de Demiansk, avec un périmètre défensif nettement plus grand, il y a 96 000 combattants allemands encerclés (+ 10 000 paramilitaires). Dans une certaine mesure, cela préfigure la bataille de Stalingrad et l’issue de cette bataille aura des répercussions désastreuses dans l’esprit du commandement allemand qui croira pouvoir ravitailler Stalingrad par la voie des airs, comme cela avait été possible pour la poche de Demiansk.
Les combats dans la région du corridor de Ramushevo et de la poche de Demiansk ont continué jusqu'au 28 février 1943. Demiansk sera libérée par l'Armée rouge le 1er mars 1943 avec la retraite des troupes allemandes.